# Wes Newton
Wesley „Wes“ Newton (* 27. August 1977 in Blackpool, Lancashire) ist ein englischer Dartspieler. Sein Spitzname lautet „The Warrior“ und seine Einlaufmelodie ist Crazy Crazy Nights von Kiss.

## Karriere
Sein PDC Debüt gab er bei der UK Open 2004 und 2005 folgte sein Weltmeisterschaftsdebüt. Allerdings verlor er in der ersten Runde gegen Gerry Convery. Bei den Las Vegas Open 2005 erreicht er das Halbfinale, wo er allerdings gegen Phil Taylor verlor. Kurz nach dem Event brach er sich das Schlüsselbein und kehrte zum World Grand Prix 2005 zurück, verlor aber in der zweiten Runde gegen Colin Lloyd.
Als er 2006 zum zweiten Mal an der Weltmeisterschaft der PDC teilnahm, erreichte er die zweite Runde, verlor hier aber gegen Kevin Painter. Auch 2007 verlor er in der zweiten Runde gegen Colin Osborne. Wenig besser lief es auch 2008, als er in der ersten Runde gegen den Qualifikanten Jamie Caven klar mit 0:3 verlor.
Bei der PDC World Darts Championship 2009 war als Nummer 31 gesetzt und schlug in der ersten Runde den Dänen Per Laursen mit 3:1, bevor er eine Runde später gegen Raymond van Barneveld mit 1:4 verlor. Nach dem Turnier verlor er seinen Platz unter den besten 32 der Order of Merit, als er Platz 35 belegte. Am 25. Januar 2009 gewann er die Las Vegas Open.
Auch 2010 erreichte er bei der Weltmeisterschaft die zweite Runde, nachdem er zunächst Jarkko Komula mit 3-0 besiegt hatte, verlor dann aber mit 2:4 gegen Adrian Lewis.
Am 7. und 8. November 2010 gewann Newton als fünfter Spieler überhaupt zwei Player Championship Tournaments am selben Wochenende. Zuvor hatte er sich am 6. November für den Grand Slam of Darts qualifiziert. Wegen des Doppelerfolgs stieg er erstmals in seiner Karriere in die Top 16 der Order of Merit auf.
Bei der PDC World Darts Championship 2011 kam er bis ins Viertelfinale, nachdem er zuvor Darin Young, Brendan Dolan und Mensur Suljović geschlagen hatte. Hier verlor er allerdings gegen Terry Jenkins mit 4:5.
Bei den UK Open 2011 erreichte Newton das Finale, wo er aber gegen James Wade verlor. Bei der European Darts Championship 2012 erreichte er ebenfalls das Finale, unterlag dort aber Simon Whitlock mit 5:11.
Bei der PDC World Darts Championship 2014 schied er knapp mit 4:5 gegen Peter Wright aus, obwohl er ein 170er-Finish spielte. 2015 verlor er gegen Cristo Reyes in der ersten Runde mit 2:3 im Sudden-Death-Leg. Kurios dabei war, dass Referee Paul Hinks erstmal vergaß, beide Spieler, wie sonst üblich, vor dem Beginn des Entscheidungslegs nochmal auf das Bullseye werfen zu lassen.
Nachdem beide Spieler sechs Darts geworfen hatten, korrigierte Hinks seinen Fehler und ließ beide Spieler doch auf das Bullseye werfen. Dabei setzte sich Reyes durch und gewann schließlich das Leg sowie das Match.
In den folgenden Jahren konnte sich Newton nicht mehr für viele Major-Turniere qualifizieren. Bei der PDC World Darts Championship 2016 revanchierte er sich an Reyes und bezwang ihn mit 3:1, verlor aber in Runde 2 deutlich mit 0:4 gegen James Wade. Bei den UK Open 2016 schied er in Runde 2 aus. Im Laufe des Jahres 2016 rutschte Newton aus den Top 32 der Order of Merit und qualifizierte sich nicht für die PDC World Darts Championship 2017.
Im Januar 2022 nahm Newton an der PDC Qualifying School teil. Er schied jedoch knapp in der First Stage aus. Auf der Challenge Tour 2022 konnte Newton daraufhin nur 150 Pfund einspielen. An der Q-School 2023 nahm er jedoch erneut teil. Ihn ereilte jedoch das gleiche Schicksal wie ein Jahr zuvor.

## Weltmeisterschaftsresultate

### BDO
- 2019: Vorrunde (1:3-Niederlage gegen  Paul Hogan)

### PDC
- 2005: 2. Runde (0:3-Niederlage gegen  Gerry Convery)
- 2006: 2. Runde (3:4-Niederlage gegen  Kevin Painter)
- 2007: 2. Runde (2:4-Niederlage gegen  Colin Osborne)
- 2008: 1. Runde (0:3-Niederlage gegen  Jamie Caven)
- 2009: 2. Runde (1:4-Niederlage gegen  Raymond van Barneveld)
- 2010: 2. Runde (2:4-Niederlage gegen  Adrian Lewis)
- 2011: Viertelfinale (4:5-Niederlage gegen  Terry Jenkins)
- 2012: 2. Runde (3:4-Niederlage gegen  Justin Pipe)
- 2013: Viertelfinale (4:5-Niederlage gegen  James Wade)
- 2014: Viertelfinale (4:5-Niederlage gegen  Peter Wright)
- 2015: 1. Runde (2:3-Niederlage gegen  Cristo Reyes)
- 2016: 2. Runde (0:4-Niederlage gegen  James Wade)

## Privates
Momentan lebt Newton in Fleetwood. Auch sein jüngerer Bruder Dale ist ein professioneller Dartspieler, genauso wie sein Vater Colin, der als Amateurspieler erfolgreich war. Zusammen mit seiner Partnerin Stacey hat er einen Sohn Fraser Wesley, der im Juni 2011 zur Welt kam.

## Titel

### BDO
- Weitere
  - 2009: Las Vegas Open

### PDC
- Pro Tour
  - Players Championships
    - Players Championships 2009: 30
    - Players Championships 2010: 11, 34, 35
    - Players Championships 2011: 6

  - UK Open Qualifiers
    - UK Open Qualifiers 2012: 1, 8

  - European Darts Tour
    - European Darts Tour 2013: (1) European Darts Trophy

### Andere
- 2008: Lancashire Open
- 2009: Lythan St Annes Open
- 2010: Oldham Open